# Tschernitz
Tschernitz är en kommun och ort i Landkreis Spree-Neisse i förbundslandet Brandenburg i Tyskland. 
Kommunen bildades den 26 oktober 2003 genom en sammanslagning av de tidigare kommunerna Tschernitz och Wolfshain. 
Kommunen ingår i kommunalförbundet Amt Döbern-Land tillsammans med kommunerna Döbern, Felixsee, Gross Schacksdorf-Simmersdorf, Jämlitz-Klein Düben, Neisse-Malxetal och Wiesengrund.